# 2026年冬季奥林匹克运动会卢森堡代表团
2026年冬季奧林匹克運動會盧森堡代表團是盧森堡所派出的第25届冬季奥林匹克运动会代表團。這是盧森堡第11次參加冬季奧運會。

## 高山滑雪
盧森堡已有一男及一女取得高山滑雪參賽資格。